# MY BOY
「MY BOY」（マイ ボーイ）は、Buono!の通算7枚目のシングル。2009年4月29日発売。発売元はポニーキャニオン。

## 概要
- 初回限定盤はCDとDVD（ジャケット撮影メイキング）、通常盤はCDの各構成となっている。初回限定盤と初回生産分の通常盤には、イベント参加抽選シリアルナンバーカードとBuono!オリジナルトレーディングカードが封入。
- センターは嗣永桃子が担当している。
- 今作は、カップリングの「ワープ!」にもタイアップがついている。『しゅごキャラ!』以外のタイアップがつくのはこの曲が初めてである。
- 振付は西田一生（西田プロジェクト）が担当。

## 収録曲
1. MY BOY
（作詞：三浦徳子、作曲：つんく、編曲：西川進）
『しゅごキャラ!!どきっ』エンディングテーマ（2009年4月 - 6月）
2. ワープ!
（作詞：川上夏季、作曲・編曲：木之下慶行）
BS日テレ『ボウリング革命 P★League』イメージソング
3. MY BOY (Instrumental)
4. ワープ! (Instrumental)